# Joachim von Ribbentrop
Ulrich Friedrich Wilhelm Joachim Ribbentrop, od 1925 von Ribbentrop, (Wesel, 30. travnja 1893. – Nurnberg, 16. listopada 1946.), nacistički političar, od 1938 ministar vanjskih poslova Trećeg Reicha.
Po završetku Drugog svjetskog rata osuđen je za ratne zločine i zločine protiv čovječnosti na Nürnberškom procesu protiv najvećih ratnih zločinaca. Osuđen je na smrt vješanjem.
Neredovito je obrazovan u privatnim školama Njemačke i Švicarske. Tečno je govorio engleski i francuski jezik. Od 1910. – 1914. radio je u Kanadi kao uvoznik njemačkih vina. Sudjeluje u 1. svjetskom ratu, dobiva čin poručnika i orden Željezni križ. Bio je prijatelj s Franz von Papenom. U srpnju 1920. oženio se i imao petero djece. Za vrijeme rata je navodno imao aferu s Wallis Simpson.
Tijekom Weimarske republike nije imao antisemitističke predrasude. U svibnju 1932. pristupa nacistima i postaje vatreni antisemit. Goebbels ga nije volio jer se kasno pridružio stranci, a u lošim odnosima je bio i s Himmlerom. 4. veljače 1938. postaje ministar vanjskih poslova. Dodatak "von" dobio je nagovorivši svoju tetu da ga posvoji.  
Predvidio je stvaranje željezne zavjese i hladnog rata. Uhićen je 14. lipnja 1945. Bio je optuženik Nürnberškog procesa. Proglašen je krivim, osuđen na smrt i prvi obješen 16. listopada 1946. Čak i na suđenju te u ćeliji, nije odustajao od vjernosti Hitleru. Sjedio je slijeva Hessu, te su ga on i Göring prekinuli u njegovoj završnoj riječi. Nasljednik mu je bio Arthur Seyss Inquart.